# Háj (Smrčiny)
Háj (německy: Hainberg bei Asch) je nejvyšší vrch české části pahorkatiny Smrčiny, který se tyčí asi 1 km severovýchodně nad městem Aš v Ašském výběžku. Jeho vrchol má nadmořskou výšku 757 m a nachází se na něm rozhledna Háj. Na východních svazích byl vybudován lyžařský areál s třemi vleky a několika kilometry běžeckých tratí.
Původně se jednalo o holý a nevzhledný kopec, na němž se ašští nadšenci v čele s Georgem Ungerem rozhodli vybudovat odpočinkovou zónu s lesním parkem. Pozemky město Aš zakoupilo v roce 1861 od Zedwitzů za 6000 zlatých, záměr se postupně dařilo naplnit a park se stal chloubou Ašska.

## Rozhledna
První záměr postavit zde i rozhlednu se objevil v roce 1874, ale ani přes finanční podporu města Aše se během následujících dvaceti let nepodařilo získat dostatečné množství finančních prostředků.
Situace se však změnila v roce 1895 u příležitosti 80. narozenin prvního německého kancléře Otto von Bismarcka. V roce 1898 byl založen Výbor pro výstavbu rozhledny, jehož předsedou byl starosta Emil Schindler a na jehož činnosti se podíleli i členové dalších spolků (Německý a rakouský spolek alpinistů, spolek pěstitelů a zkrášlovatelů, Svaz Němců v Čechách). Členové výboru vyzvali občany Aše, aby přispěli na výstavbu rozhledny, která měla být pojmenována po uctívaném německém kancléři. Brzy se podařilo shromáždit dostatečné prostředky a byl osloven německý architekt Wilhelm Kreis, který byl označován jako otec Bismarckových sloupů a jehož návrh Bismarckova sloupu Götterdämmerung (Soumrak bohů) byl vyznamenán 1. cenou asociace německých studentů a až do roku 1911 byl použit celkem 47×.
Kreis předložil celkem dva návrhy, ale oba byly zamítnuty. Teprve třetí návrh, který se od tradičního pojetí Bismarckových sloupů lišil, byl jednomyslně schválen. Tento návrh získal v roce 1901 na umělecké výstavě v Drážďanech zlatou medaili. Stavbou byl v srpnu 1902 pověřen ašský stavební mistr Ernst Hausner, stavbyvedoucím byl polír Johannes Hörer ze Steinpöhl.
Stavba byla zahájena 22. září 1902, základní kámen byl položen 18. října téhož roku. Hrubá stavba byla dokončena v říjnu 1903 a první návštěvníci si mohli rozhlednu prohlédnout a vystoupat nahoru 25. prosince po zaplacení 10 haléřů. Rozhledna byla slavnostně otevřena 19. června 1904. Náklady na stavbu činily 58 967 rakouských korun a spotřebovalo se 666 m³ žulových kvádrů, 65 000 cihel, 58 vagónů vápna a tři vagóny cementu. Původní jméno nesla rozhledna pouze do vzniku Československa (1918), pak musela být na příkaz úřadů přejmenována na „Rozhledna Háj”.
Rozhledna je 34 m vysoká a její základna má čtvercový půdorys o rozměru 6,7 × 6,7 m.
V roce 1913 byl u vedlejšího vchodu umístěn bronzový reliéf Bismarcka od Albrechta Gerolda st., který byl spolu s ostatními zmínkami o Bismarckovi odstraněn po roce 1945. V roce 2004 byly vykáceny stromy, které bránily ve výhledu, a rozhledna opět začala plnit svoji funkci. Majitelem rozhledny je město Aš.

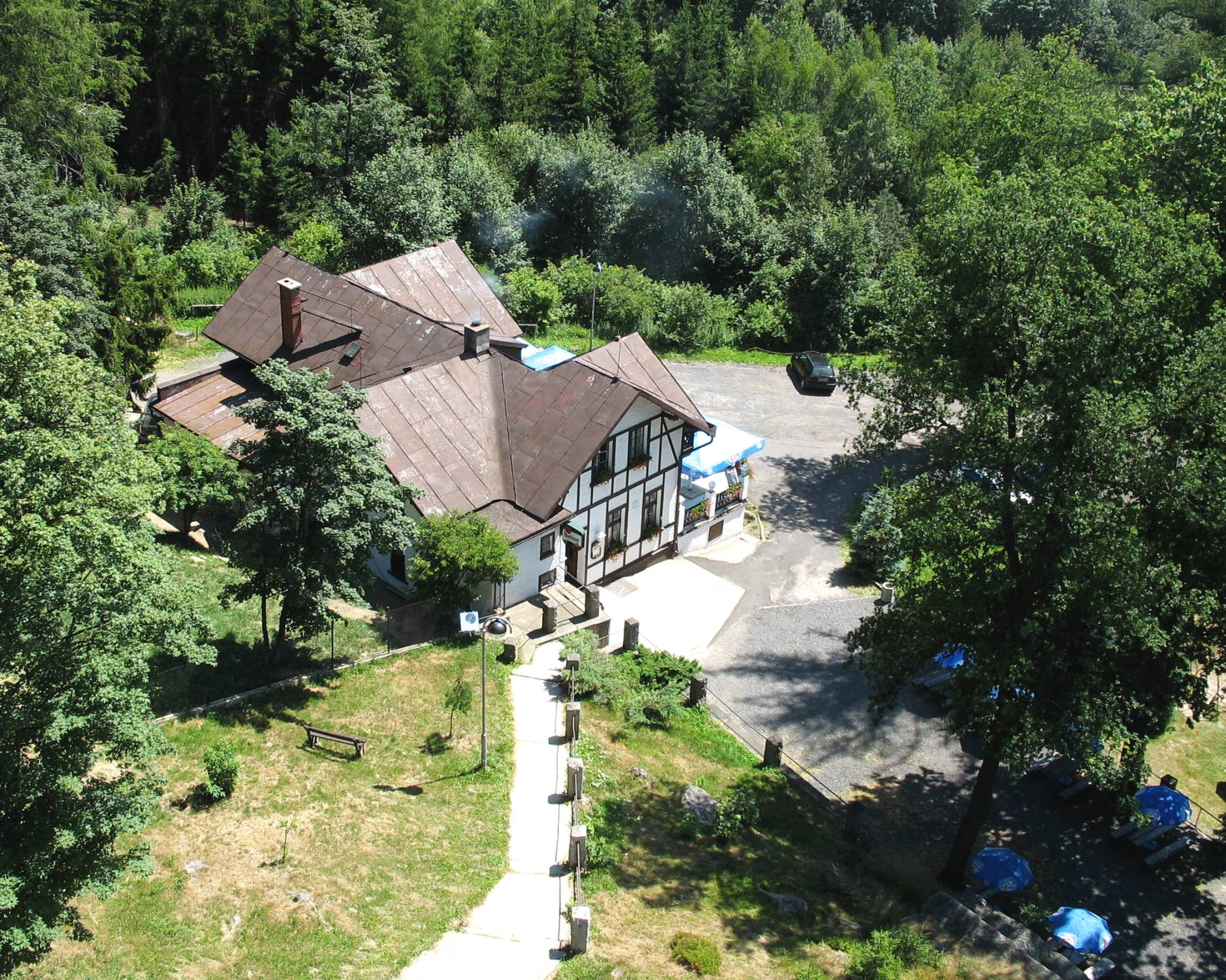
Hainberghaus/Horská chata na Háji (stav v roce 2006), turistická chata byla vystavěna v roce 1884 Ašskou sekcí Německého a rakouského alpinistického spolku, v roce 1945 po odsunu německého obyvatelstva zestátněna, v roce 2009 vyhořela.

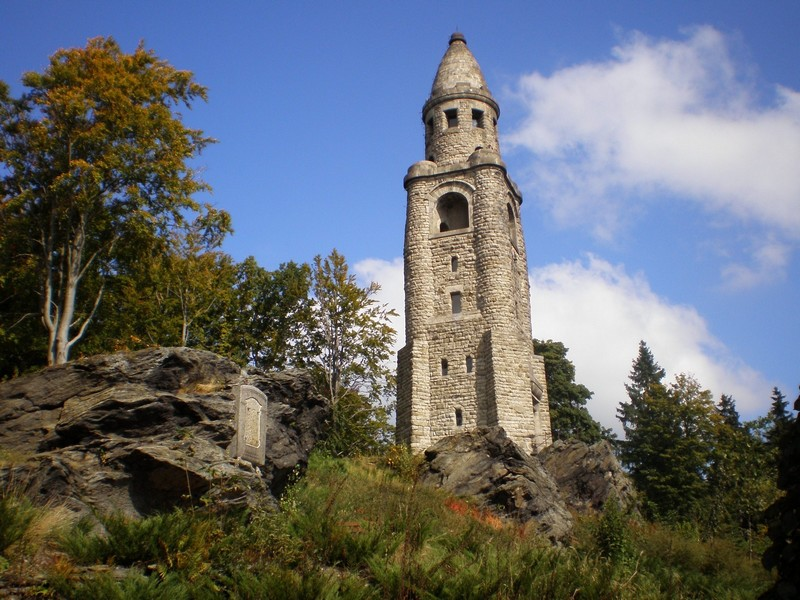
Rozhledna Háj